# Alexandre Moos
Alexandre Moos (Sierre, 22 december 1972) is een voormalig Zwitsers wielrenner.

## Carrière
Moos werd beroepswielrenner in 1996 bij Saeco, maar begon pas op te vallen toen hij via Festina en een klein Zwitsers team in 2001 bij Phonak terecht was gekomen. Hij behaalde een paar ereplaatsen en een overwinning in een kleine wedstrijd en raakte een jaar later definitief uit de anonimiteit toen hij Zwitsers kampioen werd en een etappe in de Ronde van Zwitserland won. Moos, die behoorlijk kan klimmen, behaalt de meeste van zijn resultaten op Zwitserse bodem. Zo won hij in 2004 ook een etappe in de Ronde van Romandië en eindigde hij regelmatig vooraan in die ronde en die van Zwitserland. In 2005 won Moos de semi-klassieker Grote Prijs Gippingen.
In 2011 besluit hij in overleg met zijn ploeg BMC om over te stappen van de weg naar het mountainbiken, hij tekent bij BMC Mountainbike Racing Team.

## Belangrijkste overwinningen
2001
- Giro del Mendrisiotto

2002
- 6e etappe Ronde van Zwitserland
- Zwitsers kampioenschap op de weg

2004
- 3e etappe Ronde van Romandië

2005
- GP Kanton Aargau

2008
- Bergklassement Ronde van Picardië

2009
- Zwitsers kampioenschap mountainbike (marathon)

## Resultaten in voornaamste wedstrijden
| Jaar | Ronde van Italië | Ronde van Frankrijk | Ronde van Spanje |
| ---- | ---------------- | ------------------- | ---------------- |
| 1997 | 72e              |                     |                  |
| 1998 |                  |                     | opgave           |
| 1999 |                  |                     |                  |
| 2002 | 51e              |                     |                  |
| 2003 |                  |                     |                  |
| 2004 | 27e              |                     |                  |
| 2005 |                  | 42e                 |                  |
| 2006 |                  | 96e                 |                  |
| 2009 |                  |                     |                  |

| Jaar | Milaan-San Remo | Ronde van Vlaanderen | Parijs-Roubaix | Amstel Gold Race | Luik-Bast.‑Luik | Ronde van Lombardije | Waalse Pijl |  | Wereldranglijsten |
| ---- | --------------- | -------------------- | -------------- | ---------------- | --------------- | -------------------- | ----------- |  | ----------------- |
| 1997 |                 |                      |                | 80e              | 47e             |                      | 101e        |  |                   |
| 1998 |                 |                      |                |                  |                 |                      |             |  |                   |
| 1999 | 100e            |                      |                |                  |                 |                      |             |  |                   |
| 2002 |                 |                      |                |                  | 64e             | 34e                  | 46e         |  |                   |
| 2003 | 141e            |                      |                | 52e              |                 | 52e                  |             |  |                   |
| 2004 |                 |                      |                |                  |                 |                      |             |  |                   |
| 2005 |                 |                      |                | 30e              |                 |                      | 27e         |  | 97e (UPT)         |
| 2006 |                 | 77e                  |                | 12e              |                 |                      | 92e         |  | 113e (UPT)        |
| 2009 |                 |                      | 68e            |                  |                 |                      |             |  |                   |